# Bryson City
Bryson City es un pueblo ubicado en el condado de Swain en el estado estadounidense de Carolina del Norte. Es sede del condado de Swain. El pueblo en el año 2000, tenía una población de 1.411 habitantes en una superficie de 5,8 km², con una densidad poblacional de 256,2 personas por km².

## Geografía
Bryson City se encuentra ubicado en las coordenadas 35°25′37″N 83°26′52″O / 35.42694, -83.44778. Según la Oficina del Censo, el pueblo tiene un área total de 5,8 km² (2,2 mi²), de la cual 5,5 km² (2,1 mi²) es tierra y 0,3 km² (0,1 mi²) (5.33%) es agua.

### Localidades adyacentes
El siguiente diagrama muestra a las localidades en un radio de 28 kilómetros (17,4 mi) de Bryson City.

## Demografía
En el 2000 la renta per cápita promedia del hogar era de $23.232, y el ingreso promedio para una familia era de $31.875. El ingreso per cápita para la localidad era de $14.446. En 2000 los hombres tenían un ingreso per cápita de $26.528 contra $19.833 para las mujeres. Alrededor del 19.20% de la población estaba bajo el umbral de pobreza nacional.